# مخمصه (فیلم ۱۹۸۶)
مخمصه (انگلیسی: Heat) یک فیلم نئو-نوآر آمریکایی در ژانر فیلم اکشن، دلهره‌آور و درام محصول سال ۱۹۸۶ که دربارهٔ یک مزدور سابق است که به عنوان محافظ شخصی در لاس وگاس کار می‌کند. این فیلم توسط ویلیام گلدمن بر اساس رمانی به همین نام که در سال ۱۹۸۵ نوشته شده بود، نوشته شده است. «مخمصه» توسط دیک ریچاردز و جری جیمسون کارگردانی شده است. برت رینولدز، کرن یانگ، پیتر مک‌نیکول، هاورد هسمن، نیل بری و ژوزف ماسکولو در این فیلم ایفای نقش می‌کنند. همچنین برت رینولدز برای بازی در نقش اصلی، ۲ میلیون دلار (۵٫۷ میلیون دلار امروز) دستمزد گرفت.
فیلم «مخمصه» در ۱۲ نوامبر ۱۹۸۶ در فرانسه و در ۱۳ مارس ۱۹۸۷ در ایالات متحده در سینماها اکران شد. این فیلم در ۴ مارس ۲۰۰۳ بر روی دی‌وی‌دی منتشر شد.

## ساخت
دیک ریچاردز با برت رینولدز کنار نیامد. در یک مرحله، رینولدز به ریچاردز مشتی زد و کارگردان پروژه را ترک کرد و جری جیمسون جایگزین او شد. ریچاردز بعداً بازگشت، اما از جرثقیل دوربین افتاد و در بیمارستان بستری شد.
ریچاردز بعداً نام خود را به عنوان «آر.ام. ریچاردز» ثبت کرد و از محصول نهایی فاصله گرفت. او بعداً گفت: «من هیچ نقشی در تدوین فیلم نداشتم. من یکی از پنج کارگردان بودم. تنها کاری که کردم انتخاب بازیگر و ۱۳ روز فیلمبرداری بود… باید نامم را کاملاً از آن حذف می‌کردم.» یک داوری انجمن کارگردانان آمریکا حکم داد که ریچاردز مسئول ۴۱٪ از فیلم نهایی و جری جیمسون ۳۱٪ بوده است.
ریچاردز بعداً سعی کرد از رینولدز به خاطر این حمله ۲۵ میلیون دلار شکایت کند و رینولدز به پرداخت ۵۰۰٫۰۰۰ دلار غرامت محکوم شد. او در مصاحبه‌ای در سال ۱۹۹۶ با تلخی گفت: «من ۵۰۰٫۰۰۰ دلار برای آن مشت خرج کردم.» و با اشاره به دیگر تهیه‌کنندگان و کارگردانانی که با آنها روبرو شده بود، از جمله جوئل سیلور، افزود: «اگر من به کسی ضربه بزنم، مطمئناً او (بعداً) یک استودیو را اداره خواهد کرد یا به یک کارگردان بزرگ تبدیل خواهد شد.»
لیونل ویگرام، که بعدها معاون ارشد رئیس برادران وارنر شد و آن استودیو را به موفقیت چند میلیارد دلاری مجموعه فیلم‌های هری پاتر رساند، یکی از اولین شغل‌های صنعتی خود را به عنوان دستیار در فیلم «مخمصه» داشت.

## بازخوردها
این فیلم در زمان اکران خود با واکنش منفی منتقدان مواجه شد و در گیشه نیز موفقیتی کسب نکرد و کمتر از ۳ میلیون دلار فروش بلیط داشت.

## بازسازی فیلم
جیسون استاتهام در بازسازی این فیلم با عنوان وایلد کارد به نویسندگی گلدمن و کارگردانی سایمون وست بازی کرد. فیلمبرداری در اوایل سال ۲۰۱۳ در ایالات متحده انجام شد، فیلم در دسامبر ۲۰۱۴ به‌طور خلاصه در سینماهای منتخب اکران شد. این فیلم در ۳۱ مارس ۲۰۱۵ توسط لاینزگیت هوم انترتینمنت بر روی دی‌وی‌دی و بلو-ری منتشر شد.